# Lilly King
Lillia „Lilly“ King (* 10. Februar 1997 in Evansville, Indiana) ist eine ehemalige US-amerikanische Schwimmerin. Bei den Olympischen Sommerspielen 2016 gewann sie die Goldmedaille über 100 m Brustschwimmen und in der 4 × 100-m-Lagenstaffel. Sie hält aktuell den Weltrekord über 100 m Brustschwimmen auf der Langbahn.

## Leben
King wurde als Tochter von Mark und Ginny King geboren. Mark absolvierte zu seiner Studienzeit Track- und Cross-Country-Rennen an der Indiana State University und Ginny schwamm für die Eastern Kentucky University und Illinois State University. Kings jüngerer Bruder Alex war Walk-on Schwimmer an der University of Michigan. King besuchte die FJ Reitz High School. Deren Schwimmmannschaft teilt sich den Lloyd Pool mit fünf weiteren Teams. Dies führte dazu, dass das Becken immer mit Schwimmern überfüllt war, die langsamer als King waren. Um dies auszugleichen, nahm sie am Training der örtlichen Meistermannschaft teil und schloss sich den Newburgh Sea Creatures an.

## College
King ging an die Indiana University Bloomington und trat für das Schwimmteam der Indiana Hoosiers an.
Bei der NCAA-Endrunde 2016 wurde sie NCAA-Meisterin über 100 Yards Brust (56,85 s/91,44 m) und 200 Yards Brust (2:03,59 min/183 m). Dabei stellte sie auch einige nationale Rekorde auf. Im ersten Jahr wurde sie zu Big-Ten-Schwimmerin gekürt und erhielt vier All-America-Ehrungen.

## Olympische Sommerspiele 2016
Beim US-Vorbereitungstunier auf Olympia in Omaha gewann King über 100 m Brust sowie 200 m Brust und qualifiziert sich für die Olympischen Sommerspiele 2016 in Rio de Janeiro.
Bei den 100-m-Brustvorläufen belegte sie mit einer Zeit von 1:05,78 min den ersten Platz. Im Halbfinale schwamm sie mit 1:05,70 min erneut auf den ersten Platz. Den zweiten Platz belegte die amtierende Weltmeisterin Julija Jefimowa aus Russland. Diese war zuvor 16 Monate wegen Doping gesperrt. King gewann die Goldmedaille und stellte mit 1:04,93 min einen neuen olympischen Rekord auf.
Über 200 m Brust erreichte sie mit 2:25,89 min den 15. Platz in den Vorläufen und qualifiziert sich für das Halbfinale. Dort belegte sie mit 2:24,59 min den 7. Platz und schied aus.

## Schwimmweltmeisterschaften

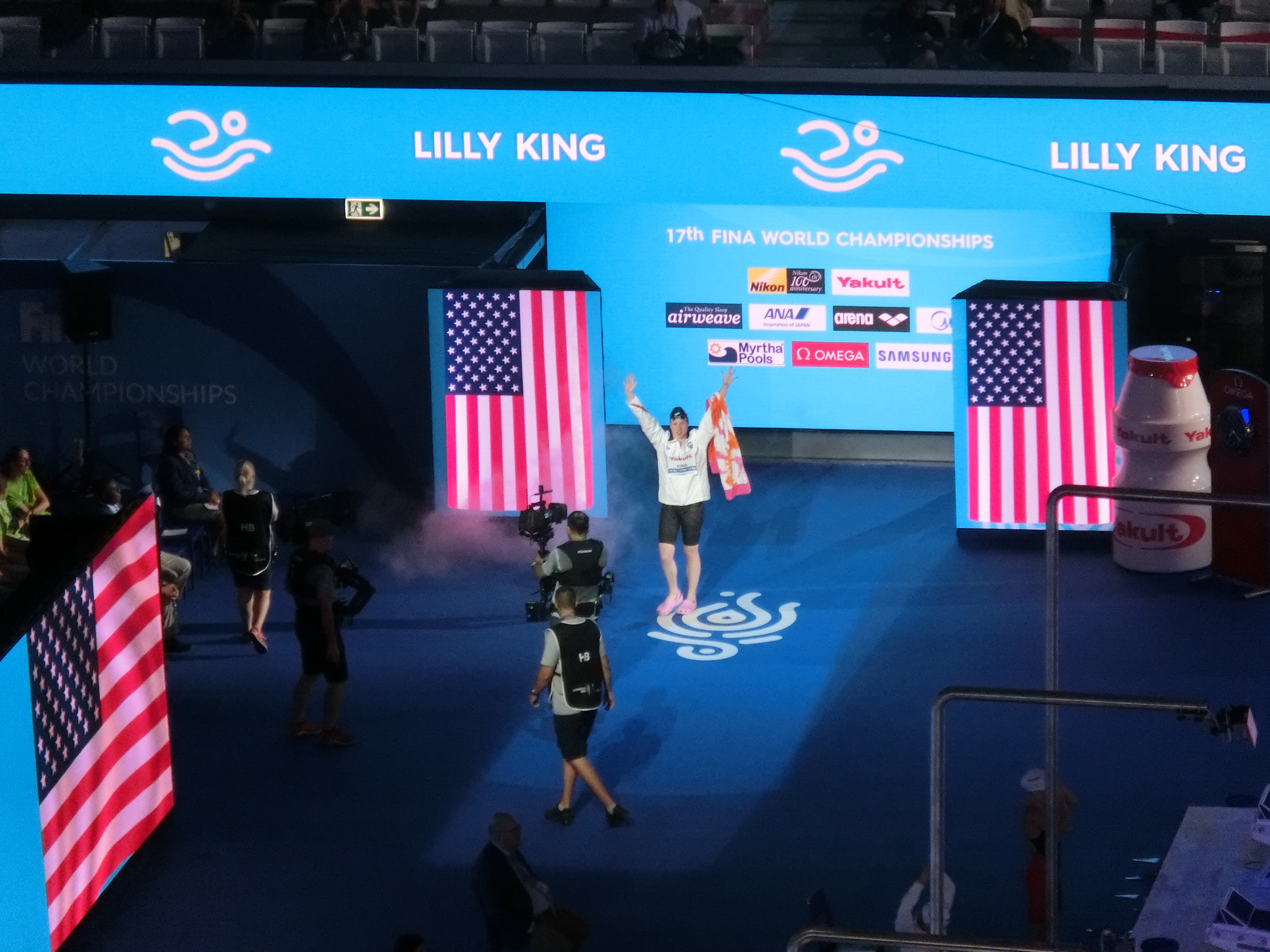
King bei den Schwimmweltmeisterschaften 2017 in Budapest

Bei den US-Meisterschaften 2017, die auch als Qualifikationswettbewerb für die Schwimmweltmeisterschaften in Budapest galten, hat King die Brustschwimmwettbewerbe dominiert. Sie gewann den Wettbewerb über 50 m Brust mit 29,66 s, die 100 m Brust mit 1:04,95 min und 200 m Brust mit 2:21,83 min.
Beim ersten Wettbewerb über 100 m Brust gewann sie mit 1:04,13 min, die ein neuer Weltrekord war. Kings Teamkollegin Katie Meili wurde Zweite und Julija Jefimowa Dritte.
Mit der 4 × 100-m-Lagenstaffel und der 4 × 100-m-Mixed-Lagenstaffel gewann sie ebenfalls Gold.
Bei den Schwimmweltmeisterschaften 2019 in Gwangju konnte sie die Titel über 50 m Brust, 100 m Brust und 4 × 100 m Lagen verteidigen. Bei der Mixed-Lagenstaffel gewann sie Silber.
Nach dem Rennen über 50 m Brust an den Schwimmweltmeisterschaften 2025 in Singapur, bei dem sie Fünfte wurde, trat sie vom Schwimmsport zurück.

## Ehrungen
Am 11. September 2018 beschloss die Stadt Evansville den Wettkampfpool, der den Lloyd Pool ersetzt, im Deaconess Aquatic Center nach King zu benennen. Dies setzte sich auch persönlich für das Projekt ein.

## Persönliche Bestleistung
| Disziplin                | Zeit        | Ort            | Datum         | Anmerkung |
| ------------------------ | ----------- | -------------- | ------------- | --------- |
| 50 m Brust (Langbahn)    | 29,40 s     | Budapest       | 30. Juli 2017 | WR        |
| 100 m Brust (Langbahn)   | 1:04,13 min | Budapest       | 25. Juli 2017 | WR        |
| 200 m Brust (Langbahn)   | 2:21,83 min | Indianapolis   | 28. Juni 2017 |           |
| 100 yds Brust (Kurzbahn) | 55,73 s     | Austin, TX     | 22. März 2019 | WR        |
| 200 yds Brust (Kurzbahn) | 2:02,60 min | Columbus, Ohio | 17. März 2018 | WR        |

## Weltrekorde
| Art | Distanz          | Schwimmart | Zeit        | Ereignis                        | Ort              | Date          | Age | Ref    |
| --- | ---------------- | ---------- | ----------- | ------------------------------- | ---------------- | ------------- | --- | ------ |
| WR  | 100 m (Langbahn) | Brust      | 1:04,13 min | Schwimmweltmeisterschaften 2017 | Budapest, Ungarn | 25. Juli 2017 | 20  | [ 13 ] |